# Enrique de Aguilera y Gamboa
Enrique de Aguilera y Gamboa, marquis de Cerralbo (Madrid, 8 juin 1845-Madrid, 27 août 1922) est un archéologue, collectionneur et homme politique espagnol.
Grand d'Espagne, il est chef délégué de la Communion traditionaliste (parti politique officiel du carlisme) de 1890 à 1898 et de 1913 à 1919.

## Biographie

### Archéologie
Il étudie à l'Escuelas Pías de San Fernando (es) puis à l'Université centrale de Madrid où il apprend la philosophie, les lettres et le droit. Il se passionne rapidement pour la numismatique et se lie avec le Musée national de sciences naturelles.
En 1895, il finance les fouilles de Ciempozuelos (Madrid) et soutient les travaux de Juan Cabré Aguilo à Calapatá. Il participe aux fouilles de Torralba (1907) puis, s’intéressant à l'âge du fer, entreprend des travaux dans la province de Saragosse qu'il étend à toute la région du Haut-Jalon où il explore une douzaine de nécropoles celtibériques.

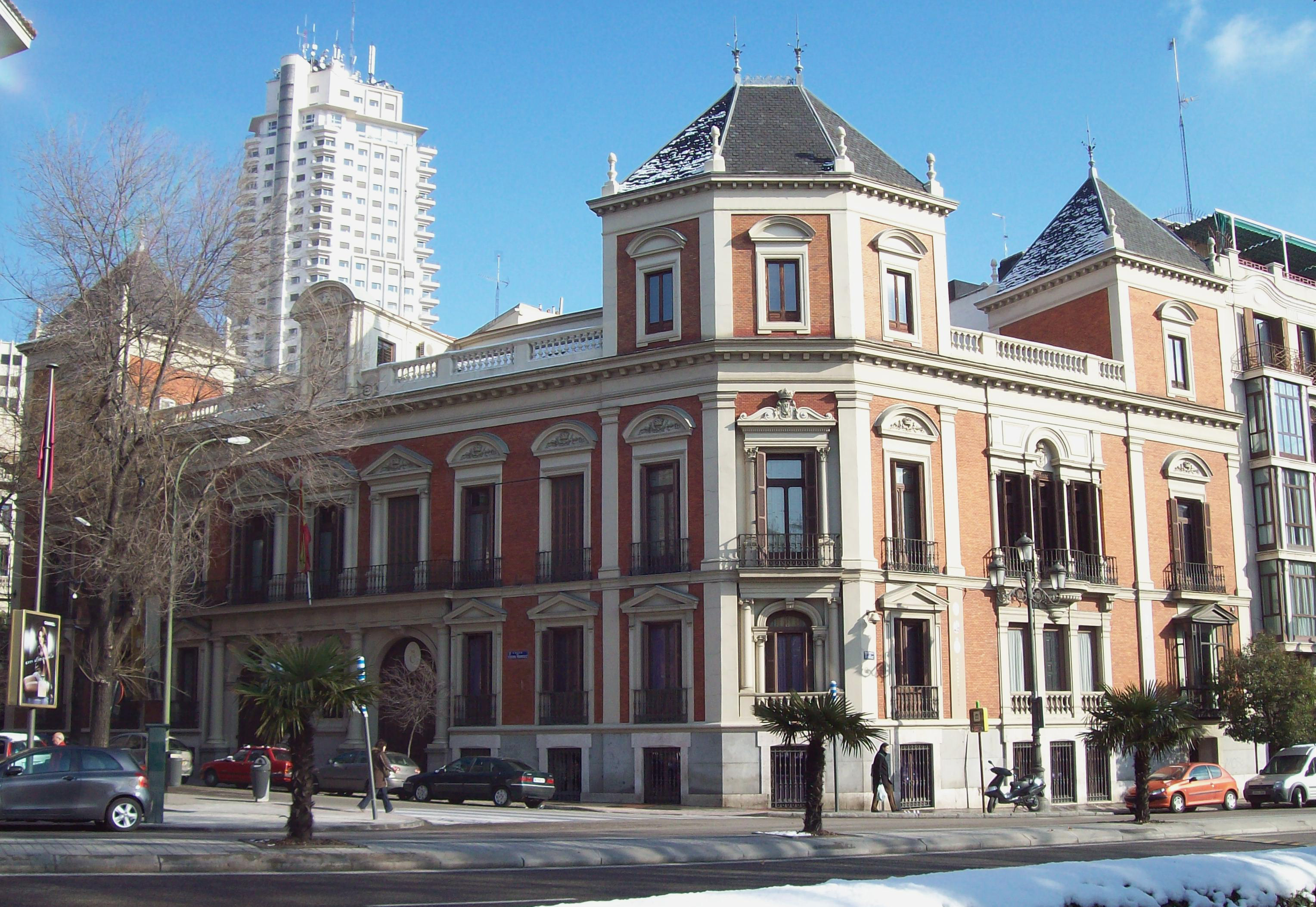
Le.

Entré à la Real Academia de la Historia en 1908, il obtient pour ses recherches en 1911 le prix Martorell. En 1912 est créée la Comision de Investigaciones Paleontologicas y Prehistoricas dont il est nommé Président. Il représente la même année la Real Academia au Congrès international d’anthropologie et archéologie préhistoriques de Genève.
Très reconnu de la communauté scientifique, les savants français se rendent sur les sites de ses travaux et visitent ses collections. Il entretient des rapports étroits avec Henri Breuil, Hugo Obermaier ou Joseph Déchelette. Animé du souci de l'intérêt public, il fait don de l'ensemble de ses collections au Musée archéologique d'Espagne. Il contribue aussi en 1911 à l'élaboration de la loi sur les fouilles et préside en 1912 la Junta Superior de Excavaciones y Antigüedades.
En 1922, il fonde dans sa propre demeure le musée qui porte aujourd'hui son nom et en confie la direction à Juan Cabré Aguilo. Il était membre de très nombreuses institutions dont l'Académie de Berlin, la Société préhistorique française ou l'Institut de paléontologie humaine. Il était aussi membre correspondant de l'Académie des inscriptions et belles-lettres.

## Travaux
- El Alto Jalon. Descubrimientos archeologicos, 1909
- Las primitivas pintura rupestres, 1912
- El Arte rupestre en la region del Duraton, 1918
- Arcobriga. Del hogar castellano. Estudios historicos y archeologicos, in Biblioteca Patria, CIII, 1922, p.91-124